# Термінал ЗПГ Ревітусса
Термінал ЗПГ Ревітусса – інфраструктурний об’єкт для прийому та регазифікації зрідженого природного газу у Греції.
Грецький термінал для ЗПГ, введений в експлуатацію в 1999 році, дозволив країні мати друге джерело імпорту блакитного палива, окрім надходження російського ресурсу транзитом через Україну, Румунію та Болгарію. Об`єкт розташували на острові Ревітусса в Мегарській затоці, на захід від Афін. Він має потужність з прийому 2 млн.т ЗПГ на рік та був обладнаний двома резервуарами по 65000 м3 кожен.
Глибина біля причалу терміналу складає 12,5 метрів, що дозволяє приймати судна з дедвейтом до 130000 тон та довжиною до 290 метрів.
Постачальником ресурсу стала алжирська компанія Sonatrach, з якою уклали довгостроковий контракт.
В 2015 році провели розширення терміналу, збільшивши його можливості завдяки спорудженню третього резервуару ємністю 95000 м3.